# Laurent de Premierfait
Laurent de Premierfait (dans le latin des humanistes Laurentius Campanus ou Laurentius Trecensis), né entre 1360 et 1370 à Prémierfait (petit village entre Méry-sur-Seine et Arcis-sur-Aube, à 20 km au nord de Troyes) et mort à Paris en 1418, est un poète, humaniste et traducteur français.

## Biographie
Sa biographie est très incomplète, en raison du peu de témoignages contemporains et de documents d'archives sur sa vie. Son nom est un toponyme, Prémierfait est un village du diocèse de Troyes, d'où sa famille devait être originaire. Sa date de naissance est inconnue, peut-être entre 1360 et 1370, en supposant qu'il soit de la même génération que Jean de Gerson et Nicolas de Clamanges. Étudiant à Troyes, il y est ordonné comme acolyte par l'évêque Pierre d'Arcy le 5 mars 1379. Son amitié pour ses contemporains Nicolas de Clamanges, Jean de Montreuil, Gontier Col et Jean Muret peut faire supposer qu'il a fréquenté l'Université de Paris (peut-être le collège de Navarre), mais on n'a aucune information à ce sujet. Il est introduit à la cour pontificale d'Avignon par Jean Muret, secrétaire pontifical, vers 1390. De 1390 à 1397, il est secrétaire du cardinal Amédée de Saluces, neveu du pape Clément VII. Il fréquente aussi la cour d'Amédée VIII de Savoie, dont son patron est un cousin. À la cour d'Avignon sont présents des humanistes italiens comme le Napolitain Giovanni Moccia, collègue de Jean Muret, avec lequel Laurent a échangé une importante correspondance.
En 1400, il est à Paris, où il remplit la charge de notaire public apostolica et imperiali auctoritate : il travaille à ce titre pour Jehan de Chanteprime, conseiller du roi et trésorier des Chartes (première attestation : 20 mars 1400). Celui-ci devient son premier protecteur parisien, avec Jean Bertaut, autre conseiller du roi (dont il est l'exécuteur testamentaire en 1402 à titre de familiaris domesticus). Pour Jehan de Chanteprime, il termine le 13 novembre 1400 sa première traduction du De casibus virorum illustrium de Boccace.
Le 5 novembre 1405, il dédie sa traduction du De senectute de Cicéron à Louis II de Bourbon, dont il se dit « humble clerc et subjet ». Quelques années plus tard, l'évêque de Chartres, Martin Gouge, lui commande une nouvelle traduction du De casibus, qui est terminée le 15 avril 1409 et dédiée au duc Jean de Berry ; en s'adressant à ce dernier, il se dit « clerc et votre digne secrétaire ». Entre 1408 et 1410, il signe des actes comme notaire impérial et apostolique pour le dauphin Louis de Guyenne (par exemple un acte instituant le roi « vicaire impérial au royaulme d'Arles »). En octobre 1410, il entre au service de Charles Bureau de la Rivière, comte de Dammartin-en-Goële, conseiller et chambellan du roi : c'est dans son hôtel particulier qu'il réalise en trois ans (à partir de 1414) la traduction en français du Décaméron de Boccace (comme il ne maîtrise apparemment pas l'italien, le franciscain Antonio d'Arezzo lui traduit d'abord le texte en latin). Le 14 juin 1414, l'ouvrage achevé est dédié au duc de Berry. C'est également chez Bureau de Dammartin qu'il termine le 9 juillet 1416 la traduction du De amicitia de Cicéron (commencée bien avant, puisque le prologue est adressé à Louis II de Bourbon, mort en 1410).
Le 1er février 1418, il achève la révision de la traduction de l'Économique (traité pseudo-aristotélicien) par Nicolas Oresme (traduction en français d'une ancienne version latine) ; il est alors patronné par Simon du Bois, capitaine de la Porte du Temple (et ancien clerc de Jacques l'Empereur, garde des coffres du roi). Sa mort en 1418 à Paris est attestée par une note marginale sur un manuscrit des Lettres de Jean de Montreuil, due à Jean le Bègue, greffier de la Chambre des comptes (1368 -1457) : « Iste Laurentius, cognomento de Primofato, fuit poeta et orator eximius, decessitque Parisius anno domini MCCCCXVIII, in cimiteroque Sanctorum Innocentium ibidem exstitit inhumatus ». Le verbe « decessit » utilisé fait supposer qu'il est mort de maladie (Jean le Bègue note par ailleurs que Jean de Montreuil a été massacré par les Bourguignons). En 1418, des épidémies sont signalées à Paris à partir du mois d'août.
Il fait partie de la génération des humanistes français du règne de Charles VI, redécouvrant d'un œil neuf et célébrant la littérature latine de facture classique depuis Cicéron jusqu'à Pétrarque et Boccace. C'est un latiniste érudit, qui est l'auteur d'une œuvre importante de poésie latine, très appréciée par les humanistes de son temps, et reflétant son engagement dans les événements contemporains (grand schisme d'Occident, guerre franco-anglaise, guerre civile entre Armagnacs et Bourguignons), et aussi les querelles littéraires entre humanistes français et italiens. Mais ce qui a fait le plus sa gloire, ce sont des traductions en français à partir du latin (ou de versions latines de textes à l'origine grecs ou italiens), réalisées pour des commanditaires aristocratiques. Leur succès fut très grand : Le livre de vieillesse est connu par 27 manuscrits, Le livre de vraye amistié par 14 manuscrits, la traduction du Décaméron par 15 manuscrits, Des cas des nobles hommes et femmes par 11 manuscrits pour la version de 1400 et surtout 57 manuscrits pour la version de 1409. L'imprimeur Antoine Vérard édita la traduction du Décaméron dès 1485, et celle du De casibus en 1494.

## Traductions
Le De senectute de Cicéron est traduit sous le titre Le livre de vieillesse (ou Le livre de Tulle de vieillesse), le De amicitia sous le titre Le livre de vraye amistié, le De casibus virorum illustrium de Boccace sous le titre Des cas des nobles hommes et femmes (ou Des cas et ruyne des nobles hommes et femmes malheureux). Il aurait réécrit la traduction par Nicole Oresme des Oeconomica d'Aristote. 

## Éditions modernes
- Stefania Marzano (éd.), Livre de vieillesse (édition critique), Brepols, Turhout, 2009.
- Giuseppe di Stefano (éd.), Decameron : traduction de Laurent de Premierfait, Montréal, CERES (Bibliothèque du Moyen Âge), 1998.
- Patricia Gathercole (éd.), Des cas des nobles hommes et femmes (livre I), Chapel Hill, University of North Carolina Press, 1968.
- Gilbert Ouy (éd.), « Poèmes retrouvés de Laurent de Premierfait : un poète "engagé" au début du XVe siècle », dans Carla Bozzolo et Ezio Ornato (dir.), Préludes à la Renaissance, aspects de la vie intellectuelle en France au XVe siècle, Paris, 1992, p. 207-241.